# Ziegelhaus (Gelnhausen)

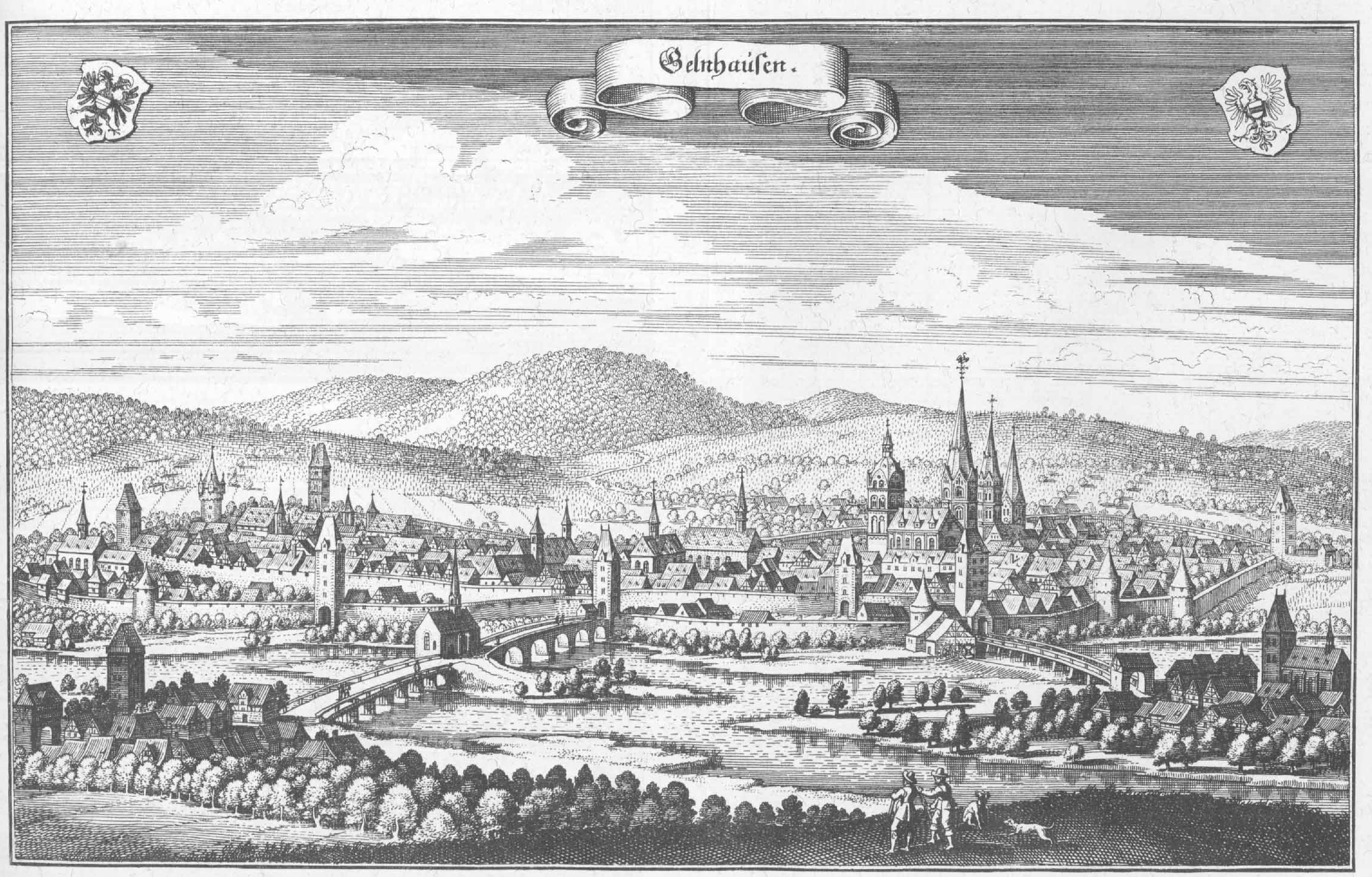
Stich von Matthäus Merian aus der Topographia Hassiae von Gelnhausen; linke untere Ecke: Ziegelhaus

Ziegelhaus ([ˈt͡siːɡl̩ˌhaʊ̯s] ) war ein Straßendorf südlich der Stadt Gelnhausen in Hessen, ist im 19. Jahrhundert in die Stadt eingewachsen und als selbständiger Siedlungskern heute nicht mehr erkennbar.

## Lage
Ziegelhaus lag einen halben Kilometer südlich der Altstadt von Gelnhausen auf einer Höhe von 135 m über NN, war durch die Kinzig von der Stadt getrennt und mit ihr durch eine Brücke verbunden. Namensgebend war ein örtlicher Ziegeleibetrieb. Den Ort durchzog die wichtige Verbindungsstraße zwischen den beiden bedeutenden Handelswegen Hohe Straße und Birkenhainer Straße, womit ihm erhebliche Bedeutung zu kam, auch als Einnahmemöglichkeit. Heute liegt die Gemarkung im Stadtgebiet von Gelnhausen. Die Lage des Straßendorfs entsprach in etwa der heutigen Straße Im Ziegelhaus.

## Geschichte
Um 1370 wird Ziegelhaus als Czygelhus erwähnt. Es war dem Gericht Altenhaßlau zugeordnet, aus dem sich überwiegend das Amt Altenhaßlau der Herrschaft Hanau, später der Grafschaft Hanau und letztendlich der Grafschaft Hanau-Münzenberg entwickelte.
Seit dem Mittelalter war die Zugehörigkeit des Dorfes ein Zankapfel zwischen der Grafschaft Hanau und der Reichsstadt Gelnhausen. Der Streit ist auf zwei sich widersprechende Belehnungen des 14. Jahrhunderts zurückzuführen: 1346 verlieh Kaiser Ludwig der Bayer den „neuen Bau“, jenseits der Gelnhäuser „Hohen Brücke“, also das Gebiet von Ziegelhütte, an die Stadt Gelnhausen. 1362 kaufte Ulrich III. von Hanau das Gericht Altenhaßlau, spätestens 1377 erfolgte auch seine Belehnung.
Letztlich ging es also um die Frage, wem der Ort – und damit die dortigen Einnahmen aus Steuern, Geleitrecht und anderem, etwa den Gebühren für die Beerdigung Verstorbener – zustand: Hanau oder Gelnhausen.
Kompliziert wurde die Lage weiter dadurch, dass das Reich die Stadt Gelnhausen verpfändete und der Graf von Hanau seit 1435 – zusammen mit der Kurpfalz – Pfandherr über Gelnhausen wurde.
Diese verschachtelte Rechtslage und der Versuch der Grafschaft Hanau-Münzenberg, auch die Stadt Gelnhausen und ihre Rechte im Prozess der Territorialisierung zu vereinnahmen, führte zu zahlreichen Gerichtsverfahren, auch vor dem Reichskammergericht bis ins 18. Jahrhundert.

## Einwohner
- 1611: 28 Steuerzahler
- 1895: 28 Häuser mit 226 Bewohnern

## Weblink
- Ziegelhaus, Main-Kinzig-Kreis. Historisches Ortslexikon für Hessen.  In: Landesgeschichtliches Informationssystem Hessen (LAGIS).

Koordinaten: 50° 11′ 54″ N, 9° 11′ 26″ O